# Ödeshög (Gemeinde)
Koordinaten: 58° 14′ N, 14° 39′ O

Ödeshög ist eine Gemeinde (schwedisch kommun) in der schwedischen Provinz Östergötlands län und der historischen Provinz Östergötland. Der Hauptort der Gemeinde ist Ödeshög.

## Geographie
Ein großer Teil der Gemeinde grenzt an den See Vättern.

## Sehenswürdigkeiten
Der Runenstein von Rök steht nahe einer kleinen Ortskirche.
Im Kloster von Alvastra, das heute nur noch als Ruine existiert, lebte die heilige Birgitta einige Zeit.
Ellen Key lebte ab 1903 bis zu ihrem Tode 1926 in einem selbst entworfenen Haus am Vättern. Das Anwesen, Strand genannt, ist ein beliebtes Ausflugsziel.

## Persönlichkeiten
- Ester Peterson (* 16. Juli 1866 in Holkaberg (heute Teil der Gemeinde Ödeshög), Östergötland, Schweden; † 1960), evangelisch-lutherische Missionarin und die erste Missionarin der Leipziger Mission